# СКИФ (гандбольный клуб, Краснодар)
СКИФ (Спортивный клуб института физкультуры) — мужской гандбольный клуб из Краснодара, основанный в 1963 году. Выступает в чемпионате России.

## История
С момента основания в 1963 году клуб неоднократно менял названия, среди которых были «Буревестник», «Университет», «Аркадия-СКИФ», «СКИФ-Роснефть», «СКИФ-Кубань», СКИФ. Профессиональный статус команда получила в 1964 году.
В 2017 году ГК «СКИФ» впервые в своей истории выиграл Кубок России, одолев в финале ГК «Чеховские медведи».
СКИФ – один из старейших гандбольных клубов России. Появился на свет коллектив в далёком 1963 году под названием «Буревестник». Основал её бывший баскетболист, тренер из Кубанского государственного педагогического института (ныне КубГУ – прим) Виталий Петрович Сорокин.  Познакомившись с «ручным мячом» в Ленинграде, Сорокин влюбился в гандбол и решил развивать этот вид спорта на Кубани, предложив создать команду при институте. Идею поддержал председатель крайсовета студенческого общества Георгий Кескинов. «Буревестник» расправил крылья.
Сорокин стал руководителем клуба, роль главного тренера на себя взял Игорь Зеленов – заведующий кафедрой физвоспитания. Большую роль в становлении нового коллектива сыграл Геннадий Барышев, выполняя роль играющего тренера. В первый состав «Буревестника» вошли Валентин Шиян, Вячеслав Наконечный, Валерий Ведешин, Валентин Голиков. Спустя год в «Буревестник» из Адыгейского пединститута в КГПИ перевёлся Владимир Максимов, в короткие сроки ставший лидером команды.
В 1966 году «Буревестник» дебютировал в сильнейшей лиге чемпионата СССР. Причём получил это право во многом случайно. По итогам четвёртого союзного первенства элитный дивизион покинули два «Буревестника» – ташкентский и киевский. Их места заняли рижская «Даугава» и киевский СКА. Однако, в связи с исключением из класса сильнейших команды ГСВГ (Группы советских войск в Германии) в элите появилась ещё одна вакансия. Право разыграть её получили краснодарцы и клуб «Калининец» из Свердловска. В единственном поединке, который состоялся на нейтральной площадке в подмосковных Подпилках, кубанцы одержали минимальную победу и получили заветную путёвку в «класс А».
В первый год удержаться в классе сильнейших «Буревестник» не смог, но всего за год вернулся в элиту. Знаковым для клуба стал 1969 год. К команде присоединился молодой талант из Киева Валерий Гассий. Яркий гандболист с виртуозной техникой и гроссмейстерским мышлением помог краснодарцам завоевать первые в истории бронзовые медали чемпионата СССР. Свой успех южане повторили в следующих двух сезонах.
В 1972 году «Буревестник» сменил название на «Университет», Виталия Сорокина на тренерском мостике заменил Геннадий Барышев. Тем не менее, краснодарский клуб остался серьёзной силой, с которой приходилось считаться всем. Однако, о медалях краснодарские болельщики забыли на целых 17 лет. 
На пьедестал команда вернулась уже под названием СКИФ (который носила с 1979 года) и под руководством Валентина Шияна. Начиная с 1988 команда выдала впечатляющую серию, выиграв три бронзы и золото чемпионата СССР, а также победила в единственном первенстве СНГ. Тот коллектив подарил планете мировых гандбольных «звёзд»: Андрея Лаврова, Эдуарда Кокшарова, Олега Ходькова, Дмитрия Карлова, Станислава Кулинченко и многих других. В те годы СКИФ добился главного успеха на европейской арене, завоевав Кубок ИГФ.
Случилось это в 1991 году. В соперниках у коллектива Шияна был «Пролетер» из югославского города Зренянин. В первом матче в гостях СКИФ добился победы 27:25, а в ответной встрече победил ещё более уверенно, не оставив югославам никаких шансов: 29:13. Есть первый евротрофей в истории!
Российский этап истории таких больших побед СКИФу пока не принёс. В 90-е годы прошлого века краснодарцы лишь раз поднялись на пьедестал, став третьими в сезоне 1997/1998. В XXI веке – повторили это достижение ещё четыре раза: в 2006, 2009, 2013 и 2017 годах. 
Единственный трофей главный мужской гандбольный клуб Краснодарского края завоевал в 2017 году. Коллектив под руководством Олега Ходькова стала обладателем Кубка России, впервые в истории обыграв «Чеховские медведи» 30:29.

## Достижения
СССР
- Чемпион СССР/СНГ: 1991, 1992
- Бронзовый призёр чемпионата СССР: 1969, 1970, 1971, 1988, 1989, 1990
- Обладатель Кубка СССР: 1987, 1988, 1989, 1990, 1991
- Обладатель Кубка ИГФ: 1990
- Победитель турнира Limburgse Handbal Dagen: 1990

Россия
- Бронзовый призёр чемпионата России: 1997/98, 2005/06, 2008/09, 2012/13, 2016/17
- Обладатель Кубка России: 2017
- Финалист Кубка России: 2015, 2021
- Финалист Суперкубка России: 2015, 2017, 2021

## Тренерский штаб
| Должность               | Имя               |
| ----------------------- | ----------------- |
| Главный тренер          | Степан Сидорчук   |
| Старший тренер          | Василий Дубоносов |
| Тренер по физподготовке | Ольга Исаченко    |
| Тренер-врач             | Юрий Кузьмичев    |
| Тренер-массажист        | Алексей Говорун   |
| Главный тренер дубля    | Александр Фролов  |

## Администрация
| Должность                 | Имя                           |
| ------------------------- | ----------------------------- |
| Генеральный директор      | Степан Александрович Сидорчук |
| Начальник команды         | Юлия Николаевна Катьянова     |
| Администратор             | Сергей Павлович Шумиленко     |
| Руководитель пресс-службы | Евгений Леонидович Резник     |